# Mkrticz Chrimian
Mkrticz I Chrimian (orm. Մկրտիչ Խրիմյան, ur. 4 kwietnia 1820 w Wan, zm. 16 października?/29 października 1907 w Eczmiadzynie) – duchowny Apostolskiego Kościoła Ormiańskiego, Katolikos Wszystkich Ormian w latach 1892–1907. Wcześniej od 1869 do 1873 roku 71. ormiański Patriarcha Konstantynopola.

## Życiorys
Urodził się w Wan. Ukończył tam naukę na szczeblu podstawowym. Później odbierał wykształcenie w klasztorach Lim i Ktuts, położonych na wyspach na jeziorze Wan. 4 października 1869 roku został wybrany ormiańskim Patriarchą Konstantynopola. W 1873 roku zrezygnował z tego stanowiska. Pisał książki o tematyce religijnej i historycznej (niektóre w ormiańskim klasycznym). Reprezentował sprawę niepodległości Armenii na forum międzynarodowym (m.in. brał udział w Kongresie berlińskim). Troszczył się także o swoich rodaków mieszkających na terenie Imperium Osmańskiego. Właśnie dzięki temu w 1892 roku został jednomyślnie wybrany Katolikosem Wszystkich Ormian. W 1903 roku, gdy Car rozkazał zamknięcie wszystkich ormiańskich szkół, Mkritcz walczył o odwołanie tej decyzji. W 1905 roku zostały przywrócone takie placówki oświatowe. Mkrticz I Chrimian zmarł 16 października?/29 października 1907 roku w Eczmiadzynie.

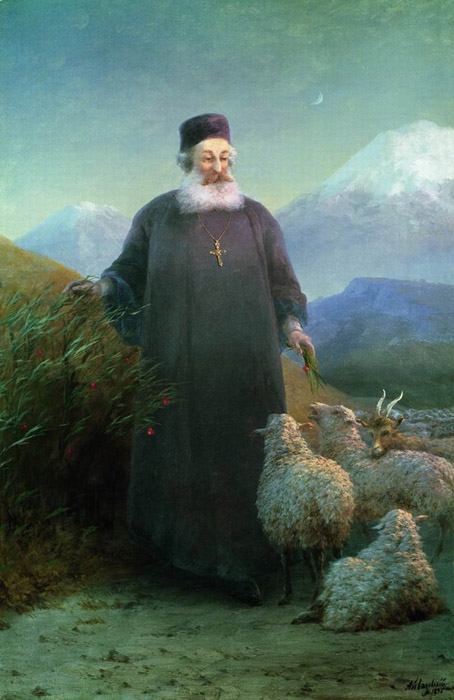
Obraz z 1895 roku przedstawiający katolikosa
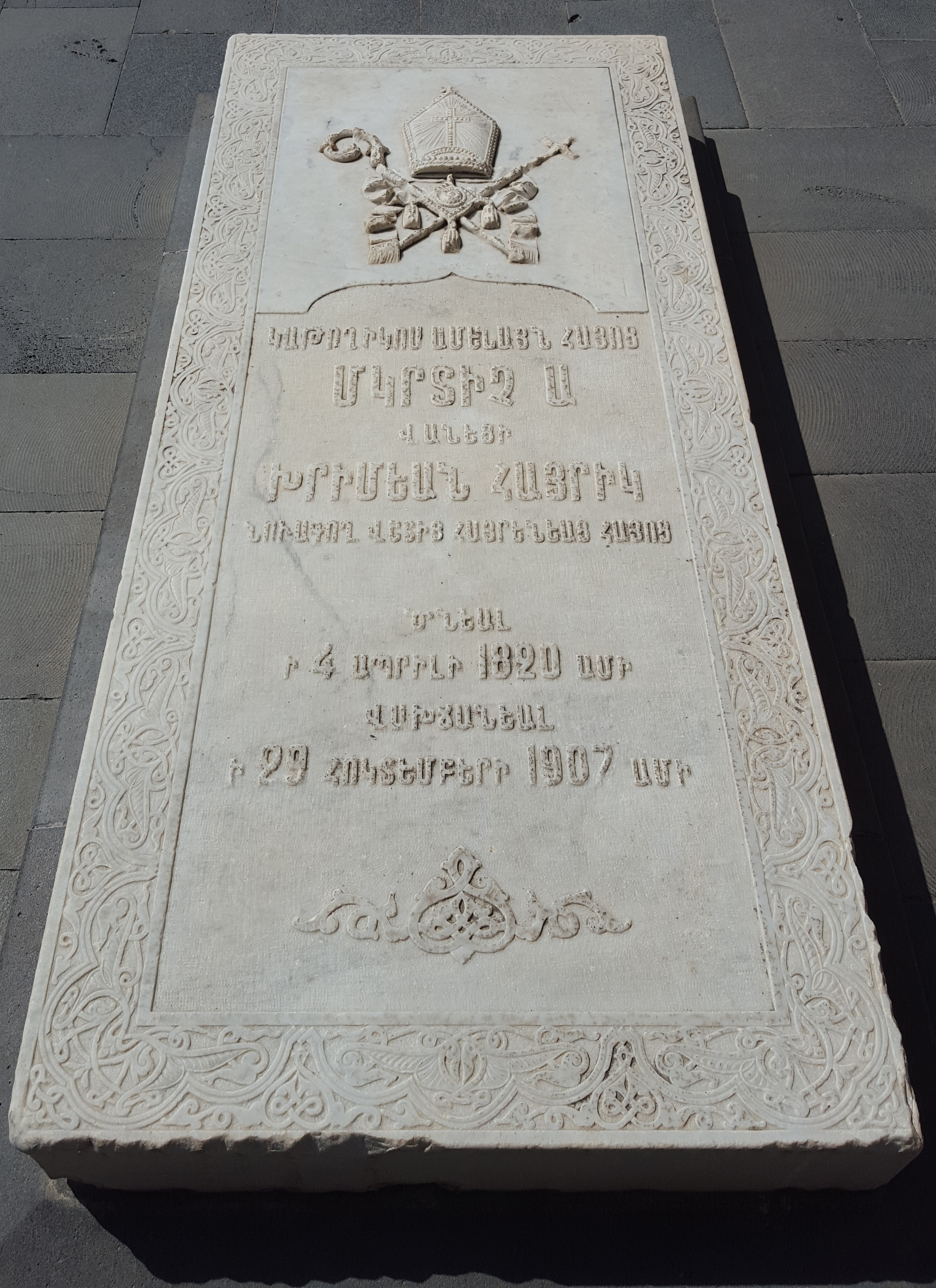
Nagrobek w eczmiadzyńskiej katedrze